# Chlorophyta
Las clorófitas (Chlorophyta) son una división de algas verdes que incluye alrededor de 8.200 especies de organismos eucariotas en su mayoría acuáticos fotosintéticos. Están relacionadas con Charophyta (la otra división de algas verdes) y con Embryophyta (plantas terrestres) constituyendo estos tres grupos el clado Viridiplantae. Todos los grupos de este clado contienen clorofilas a y b, y almacenan las sustancias de reserva como almidón en sus plastos y contienen β-caroteno. A veces se denominan Chlorophyta sensu stricto para diferenciarlas de Chlorophyta sensu lato (las algas verdes).
La división contiene tanto especies unicelulares como pluricelulares. Si bien la mayoría de las especies viven en hábitats de agua dulce y un gran número en hábitats marinos, otras especies se adaptan a una amplia gama de entornos. Por ejemplo, Chlamydomonas nivalis (sandía de la nieve), de la clase Chlorophyceae, habita en verano los ventisqueros alpinos (Europa). Otras especies se fijan a las rocas o partes leñosas de los árboles. Algunas especies son flageladas y tienen la ventaja de la motilidad.  
La reproducción puede ser sexual, de tipo oogamia o isogamia. Sin embargo, algunas especies pueden reproducirse asexualmente, mediante división celular o formación de esporas. Sus ciclos de vida difieren mucho entre especie, el más común es el ciclo de vida haplodiplonte (que comprende una fase haploide y otra diploide).

Se dividen en tres grupos de acuerdo a su organización celular: las algas sifonales, las algas de colonias móviles y las algas no móviles y filamentosas. 

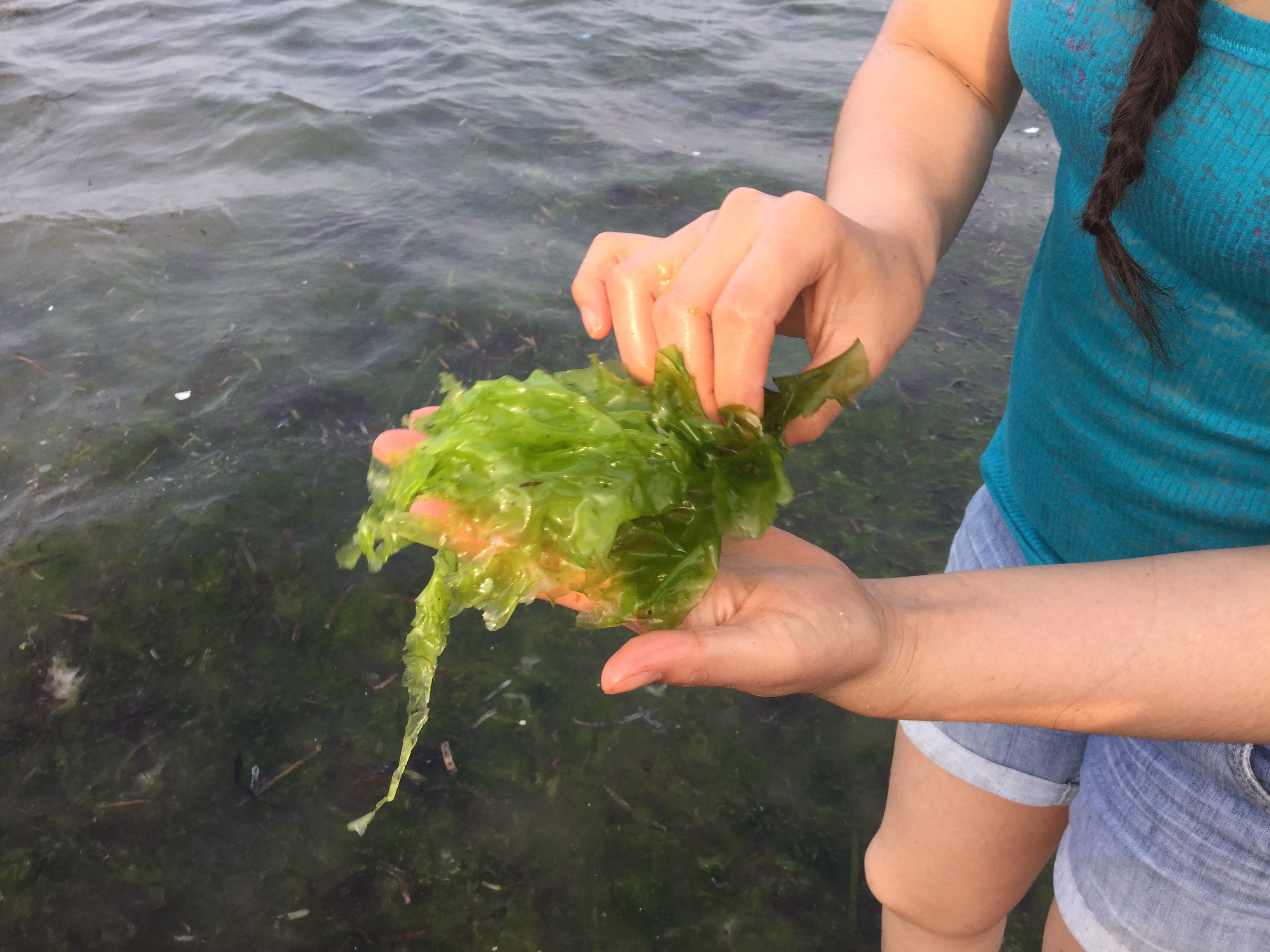
Alga clorofita comúnmente conocida como "lechuga de mar"

## Relaciones Simbióticas
Las Chlorophytas pueden establecer relaciones simbióticas con protistas, esponjas y cnidarios.
Cuando establecen este tipo de relación con un hongo, conforma un liquen.

## Clases

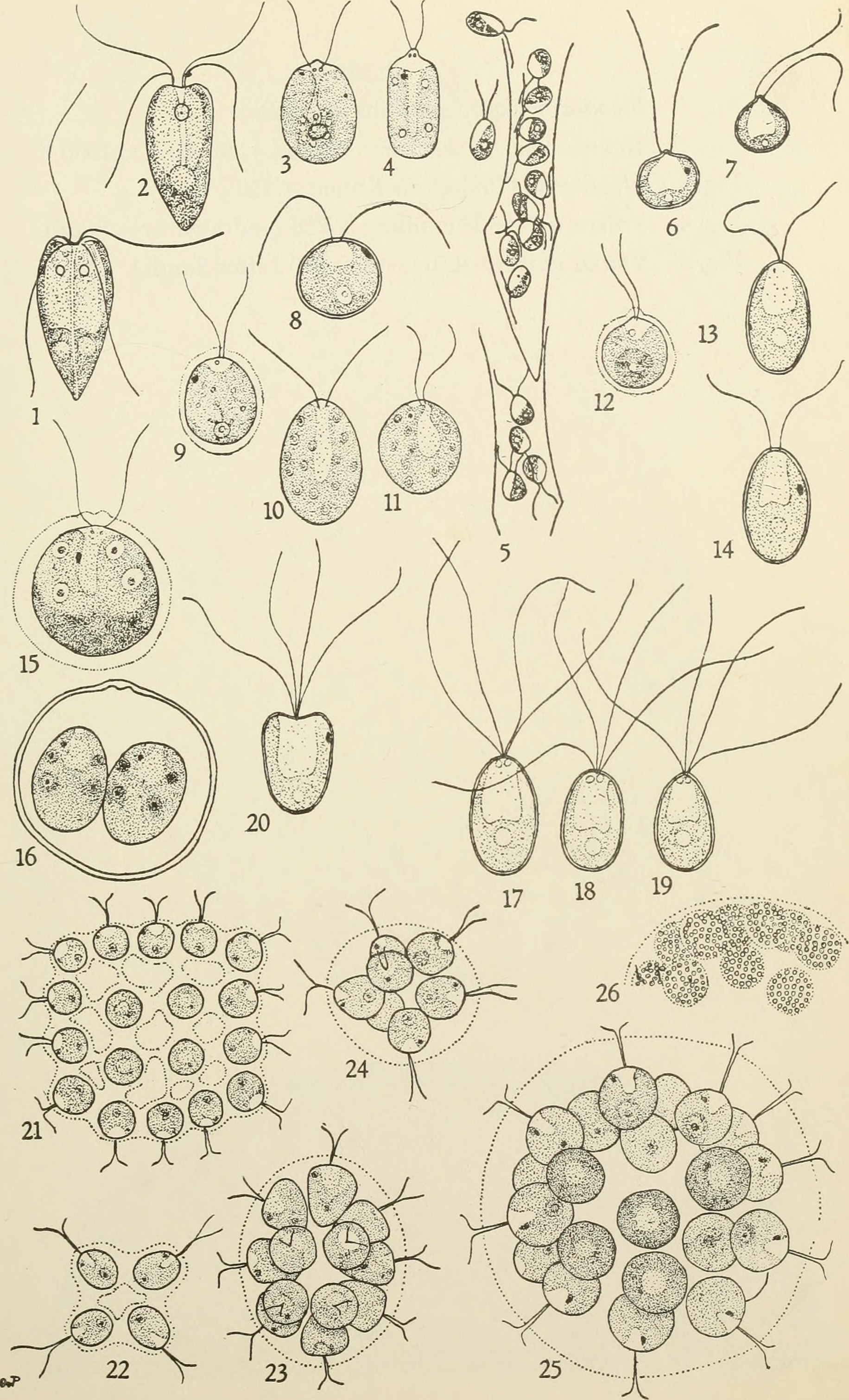
Diferentes microalgas clorofitas

Según Algabase (2015), Cholorophyta se clasifica en los siguientes grupos:
- Prasinophytina
  - Mamiellophyceae
  - Nephroselmidophyceae
  - Pyramimonadophyceae
- Chlorophytina
  - Chlorodendrophyceae
  - Chlorophyceae
  - Pedinophyceae
  - Trebouxiophyceae
  - Ulvophyceae

Sin embargo, los estudios filogenéticos se basan en cuatro grupos principales, en donde las prasinofitas, que son las algas más simples, constituyen un grupo basal altamente parafilético. Sobre la base de análisis genéticos recientes, los principales grupos se relacionan del siguiente modo:

|  | Trebouxiophyceae                                              |
|  |                                                               |
|  | \| \| Chlorophyceae \| \| \| \| \| \| Ulvophyceae \| \| \| \| |
|  |                                                               |
|  | Chlorophyceae                                                 |
|  |                                                               |
|  | Ulvophyceae                                                   |
|  |                                                               |

|  | Chlorophyceae |
|  |               |
|  | Ulvophyceae   |
|  |               |

|  | Trebouxiophyceae                                              |
|  |                                                               |
|  | \| \| Chlorophyceae \| \| \| \| \| \| Ulvophyceae \| \| \| \| |
|  |                                                               |
|  | Chlorophyceae                                                 |
|  |                                                               |
|  | Ulvophyceae                                                   |
|  |                                                               |

|  | Chlorophyceae |
|  |               |
|  | Ulvophyceae   |
|  |               |